# Stemme S6
Stemme S6 je dvosedežno motorno jadralno letalo nemškega proizvajalca Stemme AG. S6 ima za razliko od S10 neuvlačljiv trikraki propeler (z možnostjo nastavitve na "nož"), širši trup in tricikel pristajalno podvozje, ki je lahko uvlačljivo ali pa fiksno. 
Prvi let S6 je bil 29. novembra 2006. Letalo je dobilo EASA certifikacijo 22. oktobra 2008. 

## Specifikacije (S6-T)
Splošne značilnosti
- Število sedežev: 2
- Dolžina: 8,52 m (27 ft 11 in)
- Razpon kril: 18,00 m (59 ft 1 in)
- Višina: 2,45 m (8 ft 0 in)
- Površina kril: 17,42 m2 (187,5 sq ft)
- Vitkost: 18,6
- Teža praznega letala: 640 kg (1.411 lb)
- Maks. vzletna teža: 850 kg (1.874 lb)
- Obremenitev kril: 48,79 kg/m2 (9,99 lb/sqft)
- Pogon letala: 1 × Rotax 914 F2 4-valjni protibatni motor, 1,70 m (5 ft 7 in) premer propeler s konstantnimi vrtljaji

Zmogljivost
- Potovalna hitrost: 256 km/h (159 mph; 138 kn)
- Neprekoračljiva hitrost: 268 km/h (167 mph; 145 kn)
- Doseg: 1.398 km (869 mi; 755 nmi) s 130 litri goriva na višini 16000 čevljev
- Višina leta: 4.875 m (15.994 ft) service
- g-omejitev: 5.3/-2.6
- Jadralno število: 32 pri hitrost 115 km/h (71 mph; 62 kn)
- Hitrost vzpenjanja: 2,7 m/s (530 ft/min)
- Hitrost padanja: 0,93 m/s (183 ft/min)

## Zunanje pvoezave
- Uradno spletno mesto